# Jairo Morillas
Jairo Morillas (sinh ngày 2 tháng 7 năm 1993) là một cầu thủ bóng đá người Tây Ban Nha.

## Sự nghiệp câu lạc bộ
Jairo Morillas đã từng chơi cho V-Varen Nagasaki.